# خوارزم 60
خوارزم 60 ((بالإنجليزية: ALGOL 60)‏، اختصار لـ Algorithmic Language 1960) هو عضو في عائلة خوارزم للغات برمجة الكمبيوتر. تبع ذلك من خوارزم 58 الذي قدم كتل التعليمات البرمجية وأزواج البداية والنهاية لتحديدها ، مما يمثل تقدمًا رئيسيًا في صعود البرمجة المنظمة. كانت خوارزم 60 هي اللغة الأولى التي تنفذ تعريفات الوظائف المتداخلة ذات النطاق المعجمي. أدى إلى ظهور العديد من لغات البرمجة الأخرى ، بما في ذلك CPL و Simula و BCPL و B و Pascal و C. عمليًا ، كان لكل كمبيوتر في العصر لغة برمجة أنظمة تعتمد على مفاهيم خوارزم 60.
أسس نيكلاوس ويرث ALGOL W الخاص به على خوارزم 60 قبل الانتقال لتطوير باسكال. كان الهدف من Algol-W أن يكون الجيل التالي من خوارزم ولكن لجنة خوارزم 68 قررت تصميمًا أكثر تعقيدًا وتطورًا بدلاً من تصميم ALGOL 60 مبسط ومنظف. تمت تسمية إصدارات خوارزم الرسمية بعد عام نشرها لأول مرة. يختلف خوارزم 68 اختلافًا جوهريًا عن خوارزم 60 وقد تم انتقاده جزئيًا لكونه كذلك ، بحيث تشير كلمة "Algol" بشكل عام إلى لهجات خوارزم 60.